# جینگوز رجائی
جینگوز رجائی یا رجایی تیز چشم (به پارسی) عنوان شخصیت داستانی طرار و حقه بازی است که توسط پیام صفا - داستان‌نویس معاصر ترک-(۱۸۹۹–۱۹۶۱) در سال ۱۹۲۴ به وجود آمده‌است. شخصیت او بسیار شبیه آرسن لوپن شخصیت خیالی، داستانی فرانسوی است. در بیشتر داستانها، نامزدش «ژاله» به او در طراری کمک می‌کند. با همین عنوان فیلمی هم تهیه شده‌است.